# Jonathan Creek
Jonathan Creek is een Engelse mysterie-televisieserie, geproduceerd door de BBC en geschreven door David Renwick. De serie werd  tussen 1997 en 2016 in vijf seizoenen en zes specials uitgezonden. De serie is voornamelijk een misdaadserie - de serie won een BAFTA voor Best Drama Series in 1998 - maar bevat ook komische karakters en verhaallijnen. Het werd wel geproduceerd door de afdeling Entertainment, en niet door de afdeling Drama van de BBC.
De opvallende intromuziek is de Danse Macabre van Camille Saint-Saëns, gearrangeerd door Julian Stewart Lindsay, die ook de achtergrondmuziek voor de eerste drie seizoenen en de kerstaflevering voor zijn rekening nam.
De titel van de serie is even mysterieus als de inhoud van de onderzoeken die de hoofdpersoon uitvoert.
Vijf jaar na het vierde seizoen werd de serie op 1 januari 2009 hervat met de 2 uur lange nieuwjaarsaflevering "The Grinning Man". De aflevering is geregisseerd en geschreven door David Renwick, die de eerdere afleveringen ook schreef. Daarop volgden twee paasspecials (2010 en 2013). In februari en maart 2014 werd het vijfde seizoen uitgezonden. Ruim twee jaar later, in 2016, volgde een kerstspecial.

## Rolverdeling

### Hoofdrollen
- Alan Davies - Jonathan Creek
- Caroline Quentin - Maddie Magellan (ondersteunende rol in seizoen 1 tot en met 3)
- Julia Sawalha - Carla Borrego (ondersteunende rol in kerstspecial 2003 en seizoen 4)
- Sheridan Smith - Joey Ross (ondersteunende rol in specials 2009 - 2013)
- Sarah Alexander - Polly Creek (ondersteunende rol in seizoen 5 en kerstspecial 2016)
- Anthony Head - Adam Klaus (seizoen 1)
- Geoffrey McGivern - Barry Opper (seizoen 1 en 2)
- Stuart Milligan - Adam Klaus (vanaf seizoen 2 tot en met de special in 2013)
- Adrian Edmondson - Brendan Baxter (seizoen 4)
- John Bird - Horace Greeley (seizoen 5)

### Gastrollen
Verschillende (in Groot-Brittannië) bekende acteurs hebben gastrollen gespeeld in de serie, zoals Jack Dee, Rik Mayall, Nigel Planer, Sanjeev Bhaskar, Griff Rhys Jones, Annette Crosbie en Bill Bailey, die eigenlijk Jonathan Creek zou spelen.

## Verhaal
De serie volgt de bezigheden van Jonathan Creek, ontwerper van trucs voor illusionist, en Maddie Magellan (in de eerste seizoenen), onderzoeksjournalist, terwijl ze samen werken aan het onderzoeken en oplossen van ongelooflijke misdaden, die anderen niet konden verklaren.
Creeks inbreng hierin is zijn geweldige brein, dat ongewone oplossingen voor problemen kan bedenken. Magellan kan goed liegen, en weet altijd binnen te dringen op plekken waar ze niet mag komen. Het programma draait om 'onmogelijke misdaden', zoals een mysterieuze misdaad in afgesloten ruimtes, waaruit niemand ontsnapt kan zijn.
In de loop van de serie verandert Creek van een weinig sociale nerd in een man die blijkt te beschikken over een grote dosis humor en charme. Er ontstaat dan ook een relatie tussen Jonathan en Maddie.
Creek werkt voor de ambitieuze Adam Klaus, een flamboyante performer, die buiten het podium een drugs-gebruikende, ongevoelige vrouwenversierder is.
Caroline Quentin stopte na het derde seizoen. Voor de kerstspecial van 2001 en het volgende seizoen werd daarom een nieuwe rol geïntroduceerd: tv-presentatrice Carla Borrega, gespeeld door Julia Sawalha (bekend van de serie Absolutely Fabulous).
In 2009 en 2010 werd Jonathan Creek tweemaal bijgestaan door Joey Ross (vertolkt door Sheridan Smith). Vanaf 2013 speelt Sarah Alexander zijn vrouw Polly.